# Sfera (1998.)
Sfera (eng. Sphere) je američki znanstveno-fantastični psihološki triler iz 1998. godine kojeg je režirao i producirao Barry Levinson, a u kojem su glavne uloge ostvarili Dustin Hoffman, Sharon Stone i Samuel L. Jackson. Film Sfera snimljen je prema istoimenoj knjizi Michaela Crichtona objavljenoj 1987. godine, autora knjiga Jurski park i Izgubljeni svijet. Sa svojom službenom kino distribucijom film je krenuo 13. veljače 1998. godine u SAD-u, a u hrvatskim kinima započeo se prikazivati 30. travnja iste godine.

## Radnja
Usred južnog pacifičkog oceana, tisuću kilometara ispod površine otkrivena je svemirska letjelica. Zbog debljine koralja koji su narasli oko letjelice, vjeruje se da se ista srušila u ocean prije gotovo 300 godina. Ekipa koju sačinjavaju morski biolog Dr. Beth Halperin (Sharon Stone), matematičar Dr. Harry Adams (Samuel L. Jackson), astrofizičar Dr. Ted Fielding (Liev Schreiber), psiholog Dr. Norman Goodman (Dustin Hoffman) i mornarički kapetan Harold Barnes (Peter Coyote) poslana je kako bi istražila letjelicu. Kompletna ekipa (koju čine još i dvije mornaričke tehničarke Fletcher i Edmunds) nalazi se u vrhunski opremljenoj podvodnoj nastambi koja se nalazi na dnu oceana. Nakon ulaska u letjelicu, ekipa otkriva nekoliko stvari. Prva je činjenica da se ne radi o izvanzemaljskom brodu, već o američkom. Na temelju prikupljenih informacija o koraljima i naprednoj tehnologiji pretpostavljaju da se letjelica srušila iz budućnosti. Posljednji datum u brodskom dnevniku je 21. lipnja '43. te on kao takav ne daje točno određeno stoljeće. Posljednji unos u dnevnik istaknut je samo kao Unknown (Entry) Event ("nepoznati događaj") čime se objašnjava da je brod najvjerojatnije upao u crnu rupu te na taj način počeo putovati kroz vrijeme. Misija broda i njegove ekipe očigledno je bila prikupljanje objekata iz galaksije koji su trebali biti doneseni na Zemlju. Jedan od tih objekata je i velika, savršena Sfera koja se netaknuta nalazi u brodskom spremištu. Sfera ne stoji na tlu, već se cijelo vrijeme nalazi u zraku, a okružena je neprobojnom tekućom površinom koja na sebi reflektira sve što ju okružuje osim, iz nekog nepoznatog razloga, ljude.
Iz klasifikacije događaja opisanog u brodskom dnevniku, Harry zaključuje da je cijela ekipa osuđena na smrt: u protivnom "nepoznati događaj" ne bi bio nepoznat da su oni preživjeli i o tome obavijestili svoje nadređene. Harry uskoro postajno odlazi natrag u svemirsku letjelicu i pronalazi način kako ući u Sferu. Ubrzo potom se na kompjuteru u podvodnoj nastambi započne pojavljivati serija numerički kodiranih poruka koje Harry i Ted uspiju dešifrirati i započeti konverzaciju s izvanzemaljcem (koji sebe naziva "Jerry"), a koji se nalazi zatočen u Sferi. Otkrivaju da "Jerry" može čuti sve što govore u nastambi. Harryjev ulazak u Sferu sprječava ostatak tima od evakuacije prije nego snažan tajfun pogodi površinu oceana zbog čega oni gotovo tjedan dana moraju ostati potpuno sami u nastambi na dnu mora. Uskoro se počinje događati niz tragedija: Fletcher pogiba zbog napada agresivnih meduza. Kasnije pronađu i tijelo Edmundsice blizu stanice, a njezino je tijelo u potpunosti pulverizirano za što se čini da je odgovorna ogromna lignja koja se ubrzo vraća i napada nastambu. U kaosu koji slijedi, Barnes pogiba nakon što ga prikliješte kompjuterski generirana vrata, a Ted biva spaljen. Morske zmije uskoro napadaju Normana, ali on nije ozlijeđen. Preživjeli smatraju da je za sve te napade odgovoran Jerry.
U konačnici samo Harry, Norman i Beth ostaju živi. Uskoro shvate da su svo troje u nekom trenutku ušli u svijet savršene Sfere. Sfera im je dala moć manifestiranja njihovih misli u realnost. Kao rezultat toga, sve katastrofe koje su ih pogodile rezultat su manifestacija najgorih dijelova njihovih misli. Za ime "Jerry" Norman saznaje da je zapravo "Harry"; to je Harryjeva podsvijest koja komunicira s njima pomoću kompjuterskog sistema svaki put dok on spava. U tom trenutku, javljaju se samoubilački porivi Beth koja aktivira eksploziv kojeg su donijeli sa sobom kako bi uništili koralje. Oni u mini-podmornici napuštaju nastambu, ali njihovi vlastiti strahovi manifestiraju iluziju da se još uvijek nalaze u svemirskoj letjelici. Norman konačno shvaća iluziju te pritišće gumb na mini-podmornici koja počne izranjati. Eksploziv uništava nastambu i svemirsku letjelicu, ali (bez da to itko od njih shvati) Sfera ostaje netaknutom. Kako eksploziv detonira i stvori ogromnu eksploziju, mini-podmornica dolazi na površinu gdje ju pronalaze brodovi te započinje faza dekompresije.
Film završava scenom u kojoj svo troje preživjelih odluče odstraniti moć koju im je Sfera dala na način da brišu vlastito sjećanje prije nego završe na ispitivanju, a kako bi spriječili da znanje o Sferi dođe u krive ruke. Tim činom je riješen Harryjev paradoks u kojem su oni preživjeli premda nitko nije saznao za "nepoznati događaj". Kako brišu vlastito sjećanje, Sfera se diže iz oceana i odleti u svemir.

## Glumačka postava
- Dustin Hoffman kao Dr. Norman Goodman
- Sharon Stone kao Dr. Elizabeth "Beth" Halperin
- Samuel L. Jackson kao Dr. Harry Adams
- Liev Schreiber kao Dr. Ted Fielding
- Peter Coyote kao kapetan Harold C. Barnes
- Queen Latifah kao Alice "Teeny" Fletcher
- Marga Gómez kao Jane Edmunds
- Huey Lewis kao pilot helikoptera
- Bernard Hocke kao mornar
- James Pickens, Jr. as O.S.S.A. instruktor
- Michael Keys Hall as O.S.S.A. službenik
- Ralph Tabakin as O.S.S.A. službenik

## Produkcija
Prije nego što je produkcija filma započela, kompanija Warner Bros. smanjila je budžet za 20 milijuna dolara zbog čega je Kurt Wimmer morao napisati novu verziju scenarija (originalnu verziju napisali su Stephen Hauser i Paul Attanasio), a sve kako bi se smanjio obim samog filma. Kašnjenje rasporeda snimanja filma značilo je da uloga Harryja mora biti povjerena nekome drugome, budući je glumac Andre Braugher koji je trebao tumačiti taj lik postao zauzet drugim projektima. Tijekom čekanja na početak produkcije, redatelj Barry Levinson snimio je film Predsjedničke laži. Film Sfera snimao se na lokacijama u Valleju (Kalifornija) na zatvorenom mornaričkom brodogradilištu. Tu se snimala većina podvodnih sekvenci koje su snimljene u praznim skladištima i tankovima napravljenim isključivo za potrebe filma.

## Kritike i gledanost
Film Sfera dobio je uglavnom negativne kritike. Na popularnoj internetskoj stranici Rotten Tomatoes film ima 12% pozitivnih ocjena temeljenih na 50 zaprimljenih kritika uz komentar da "film Sfera posjeduje vrhunsku glumačku postavu koja radi s drugorazrednim materijalom uz priču već viđenu u ranijim, puno superiornijim, znanstveno-fantastičnim filmovima".
Iako je budžet filma iznosio 80 milijuna dolara, film je u Sjevernoj Americi zaradio tek 37 milijuna čime je postao filmski flop. U hrvatskim kinima film je u prvom vikendu prikazivanja pogledalo gotovo 11.500 gledatelja, a sveukupno ga je vidjelo blizu 18 tisuća ljudi tijekom kino distribucije.

## Soundtrack
Glazbu za film Sfera skladao je Elliot Goldenthal.
Popis skladbi na službenom soundtracku:
1. "Pandora's Fanfare" – 1:17
2. "Main Titles" – 2:49
3. "Event Entry 6-21-43" – 0:53
4. "The Gift" – 1:42
5. "Sphere Discovery" – 2:08
6. "Visit to a Wreckage" – 1:58
7. "Water Snake" – 2:36
8. "Terror Adagio" – 3:24
9. "Wave" – 3:18
10. "Fear Retrieval" – 3:48
11. "Andante" – 2:20
12. "Manifest Fire" – 3:48
13. "Manifest3" – 3:47
14. "Their Beast Within" – 1:44[4]

Zasluge:
- Glazbu je skladao i producirao Elliot Goldenthal
- Orkestrirali Robert Elhai i Elliot Goldenthal
- Dirigenti Stephen Mercurio i Jonathan Sheffer
- Snimio i miksao Joel Iwataki
- Producent elektronske glazbe Richard Martinez
- Filmski glazbeni montažer Curtis Roush
- Dodatna orkestracija Deniz Hughes

## Vanjske poveznice
- Sfera u internetskoj bazi filmova IMDb-a